# Тальгау
Тальгау (нем. Thalgau) — ярмарочная коммуна (нем. Marktgemeinde) в Австрии, в федеральной земле Зальцбург. 
Входит в состав округа Зальцбург.  Население составляет 5286 человек (на 31 декабря 2005 года). Занимает площадь 48.17 км². Официальный код  —  50 337.

## Политическая ситуация
Бургомистр коммуны — Мартин Грайсбергер (АНП) по результатам выборов 2004 года.
Совет представителей коммуны (нем. Gemeinderat) состоит из 25 мест.
- АНП занимает 12 мест.
- Партия TfT  (Thalgauer für Thalgau) занимает 7 мест.
- СДПА занимает 5 мест.
- АПС занимает 1 место.